# China World Tower
China World Tower (también conocido como China World Trade Center) es un rascacielos de 80 plantas (5 de las cuales son subterráneas) y 41 ascensores. Mide 330 metros (1083 pies) y está situado en Pekín, China. Su construcción finalizó en 2008. Fue diseñado por el arquitecto Thomas Boada. En la planta 80 tiene un lounge bar con vista periférica de toda la ciudad.